# ベンジャミン・リンカーン・ロビンソン

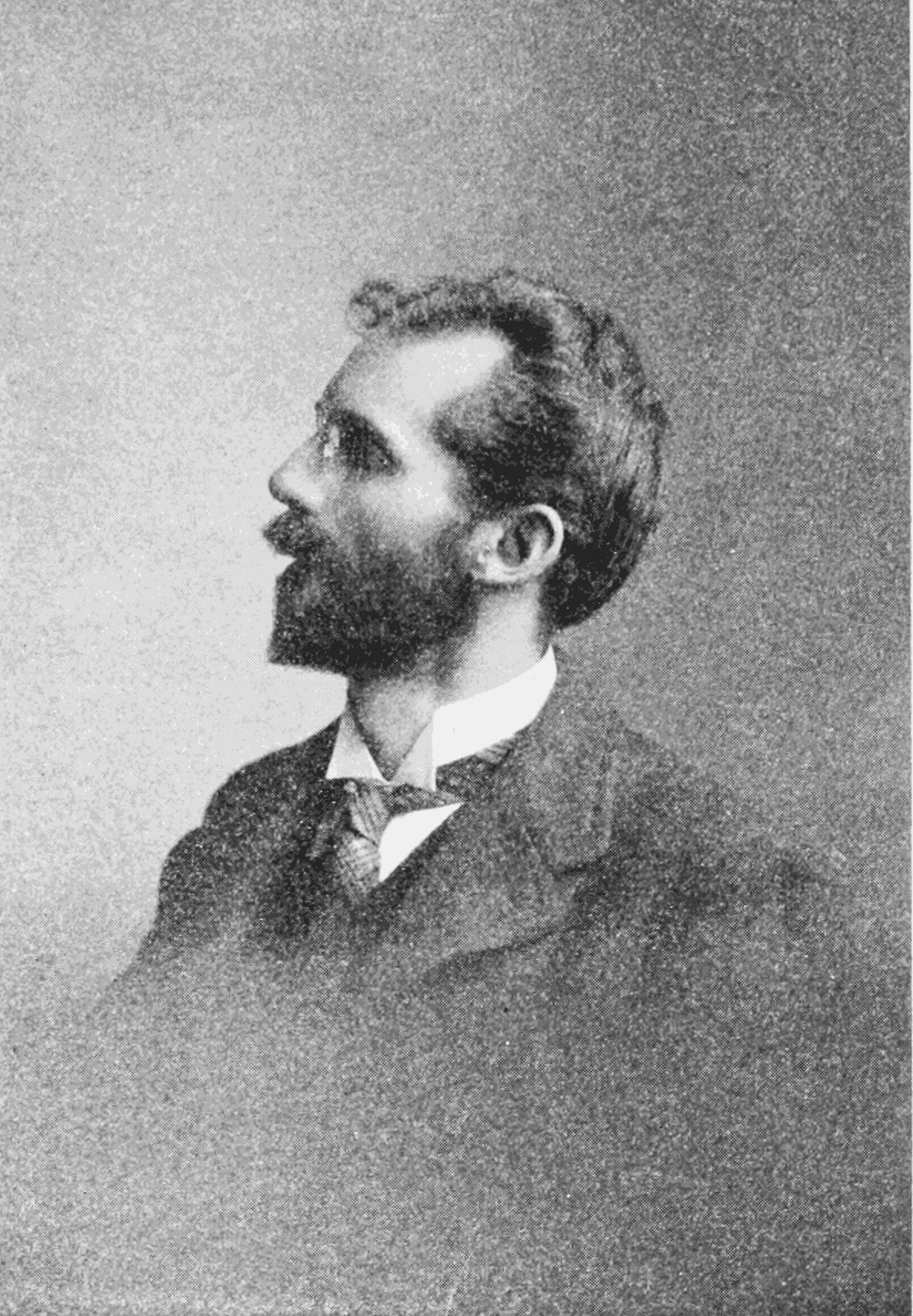
Benjamin Lincoln Robinson

ベンジャミン・リンカーン・ロビンソン (Benjamin Lincoln Robinson、1864年11月8日 - 1935年7月27日）は、アメリカ合衆国の植物学者である。

## 略歴
ロビンソンはイリノイ州ブルーミントンで生まれた。 1887年にハーバード大学を卒業し、同年6月29日にマーガレット・ルイーズ・キャッソンと結婚、夫婦でヨーロッパに渡った。ストラスブール大学のHermann zu Solms-Laubach教授 (英語版)の下で植物解剖学を学び、1889年に博士号を取得した。翌年の秋彼ら夫妻はアメリカに戻った。
経歴のほとんどをハーバード大学のグレイ・ハーバリウムのキュレーター (学芸員）として過ごし、1935年、ニューハンプシャー州ジャフリーの別荘で亡くなった。

## 業績

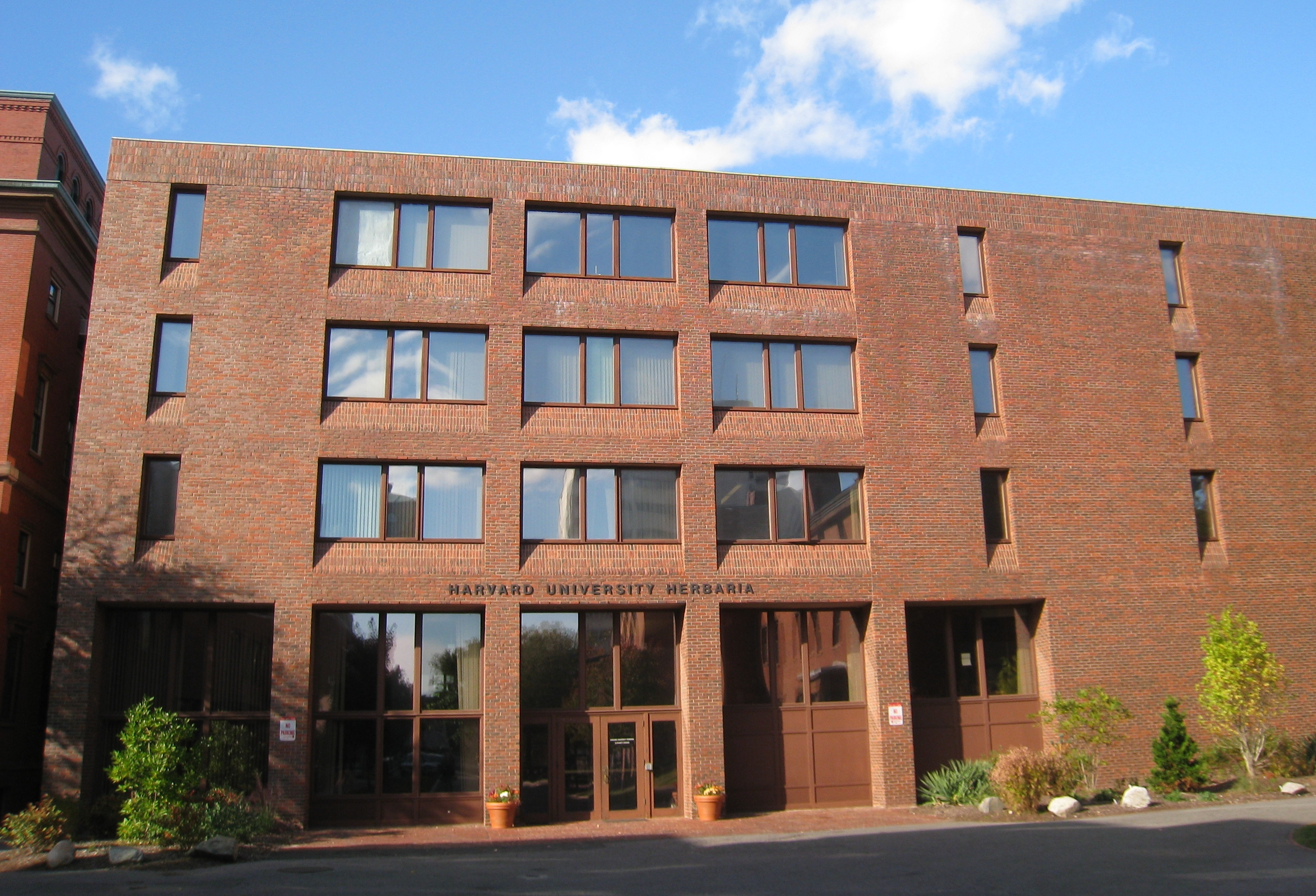
ハーバード大学ハーバリウム

1891年、ロビンソンはハーバード大学グレイ・ハーバリウムのキュレーター、セレーノ・ワトソン (Sereno Watson、1826-1892)のアシスタントになり、1892年ワトソン死去の際にキュレーターに任命された。 
1899年、グレイ・ハーバリウムの名の基となったハーバード大学植物学科創立者、エイサ・グレイ (Asa Gray、1810-1888)の功績を称えて記念教授職 "Asa Gray Professor of Systematic Botany" が創設された際には、その初代教授に任命された。
彼は1899年から1928年までの間、the New England Botanical Clubが発行する学術誌である「Rhodora」 (英語版) の編集者であった。

## 受賞
- 1929—Centennial Gold medal of the Massachusetts Horticultural Society